# Тель-Касиле

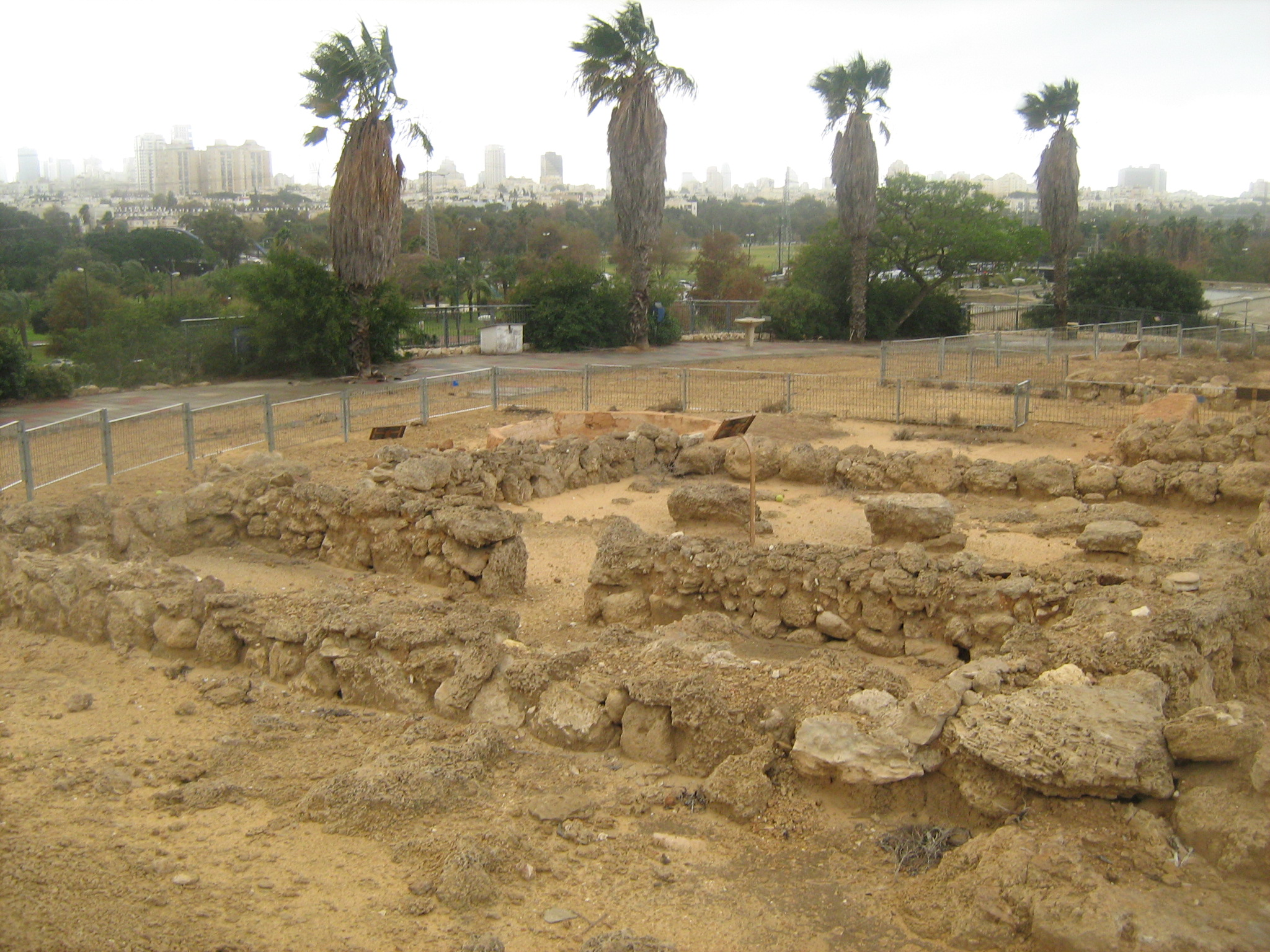
Тель-Касиле, 2009

Тел(л)ь-Касиле — археологический памятник на территории города Тель-Авив, Израиль. Представляет собой остатки порта, который основали филистимляне в XII в. до н. э. Расположен близ реки Яркон, на землях, которые в настоящее время занимает Музей Эрец-Исраэль.

## История

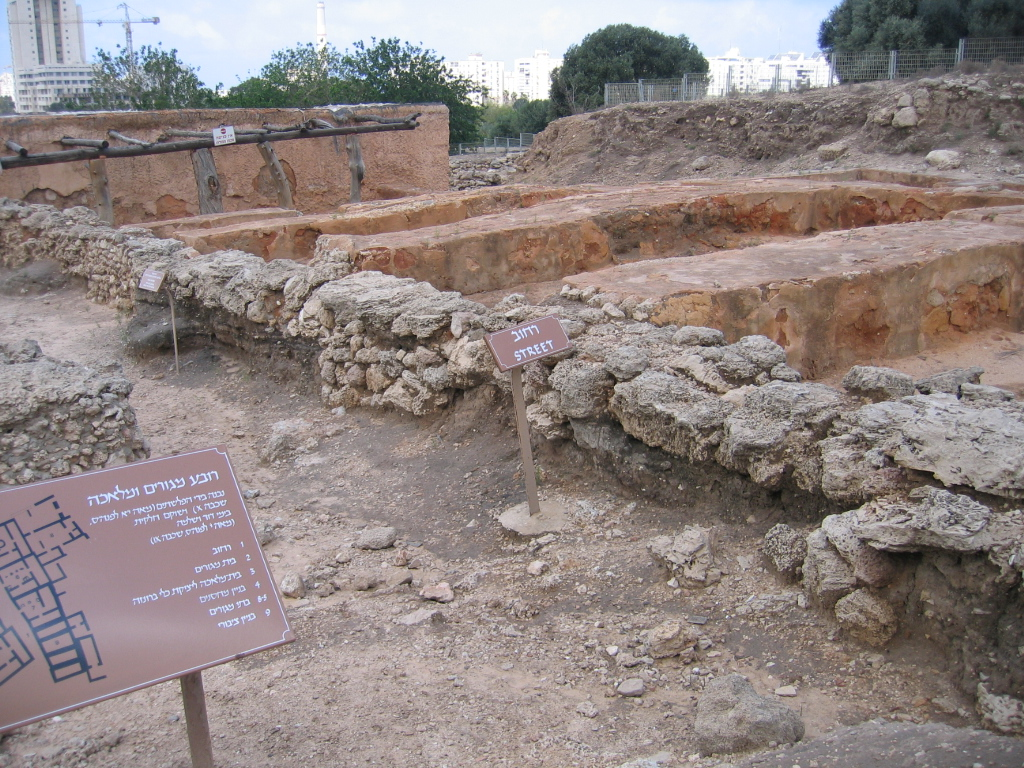
Жилой квартал, Тель-Касиле

В 1815 году, после раскопок руин древнего Ашкелона, Эстер Стэнхоуп предложила начать раскопки в местности, которая в то время носила название эль-Хурби, в 12 милях к северо-востоку от Яффы на берегах реки Авги (ныне Яркон). Компаньон леди Стэнхоуп отметил, что «многое указывает на то, что этот район был когда-то густо населён».
Современные раскопки в этой местности начал в 1948 году Беньямин Мазар, получивший первое в истории независимого государства Израиль разрешение на археологические раскопки. В ходе раскопок обнаружено, как город филистимлян развивался в течение 150 лет, от своего основания (уровень XII) до пика своего развития (уровень X) в конце XI в. до н. э. В этой же экспедиции, первой в своей жизни, принимала участие военнослужащая армии Израиля Труде Дотан, позднее ставшая видной специалисткой по филистимскому периоду.

## Археологические находки
В священной части филистимского города обнаружено три храма, построенных последовательно на руинах друг друга. Стены храмов выполнялись из кирпича-сырца и покрывались обмазкой светлого цвета. Вдоль стен были расположены низкие скамейки. На полу обнаружено большое количество жертвоприношений и культовых сосудов, в основном вдоль культового холма и в хранилищах-альковах храмов.
Жилой квартал был обнаружен на северной части улицы, а в южной части — мастерские и хранилища. Дома сооружались по стандартному плану — они были квадратными, площадью примерно 100 кв. м на каждое жильё, которое состояло из 2 прямоугольных комнат с разделяющим их двором.

## Караван-сарай эпохи Аббасидов
В ходе раскопок 1980 года было обнаружено крупное здание с двором, которое отнесли к эпохе Аббасидов, между IX и XI вв., хотя на его месте обнаружены следы также более ранних (Омейяды) и поздних (государства крестоносцев) периодов.
Конструкция здания и его расположение (у переправы через реку) указывают, что здание представляло собой караван-сарай.
Была раскопана только северная часть здания, остальные части видны только как траншеи, выкопанные расхитителями древностей. Судя по раскопанным частям, предполагается, что площадь здания составляла 28 квадратных метров. Вымощенный вход в центре северной стены вёл во двор, выложенный гравием. Во дворе с западной и восточной стороны располагались аркады, опиравшиеся на колонны. В северо-западном углу двора найдены останки ступенек. Обнаружены также остатки небольших комнат, располагавшихся вдоль двора.